# Við Djúpumýrar
Við Djúpumýrar (anteriormente también conocido como Injector Arena por razones de patrocinio) es un estadio de usos múltiples ubicado en Klaksvík, Islas Feroe. Se utiliza principalmente para partidos de fútbol. Við Djúpumýrar es la sede de los equipos masculinos y femeninos del Klaksvíkar Ítróttarfelag y tiene una capacidad aproximada de 2 500 personas, con 524 asientos. El estadio albergó la final de la Copa de Islas Feroe  de 2010 y 2011.

## Remodelación en 2019
El estadio fue renovado antes de la temporada 2019. El objetivo principal es prepararlo para albergar partidos internacionales y europeos.